# 5번가

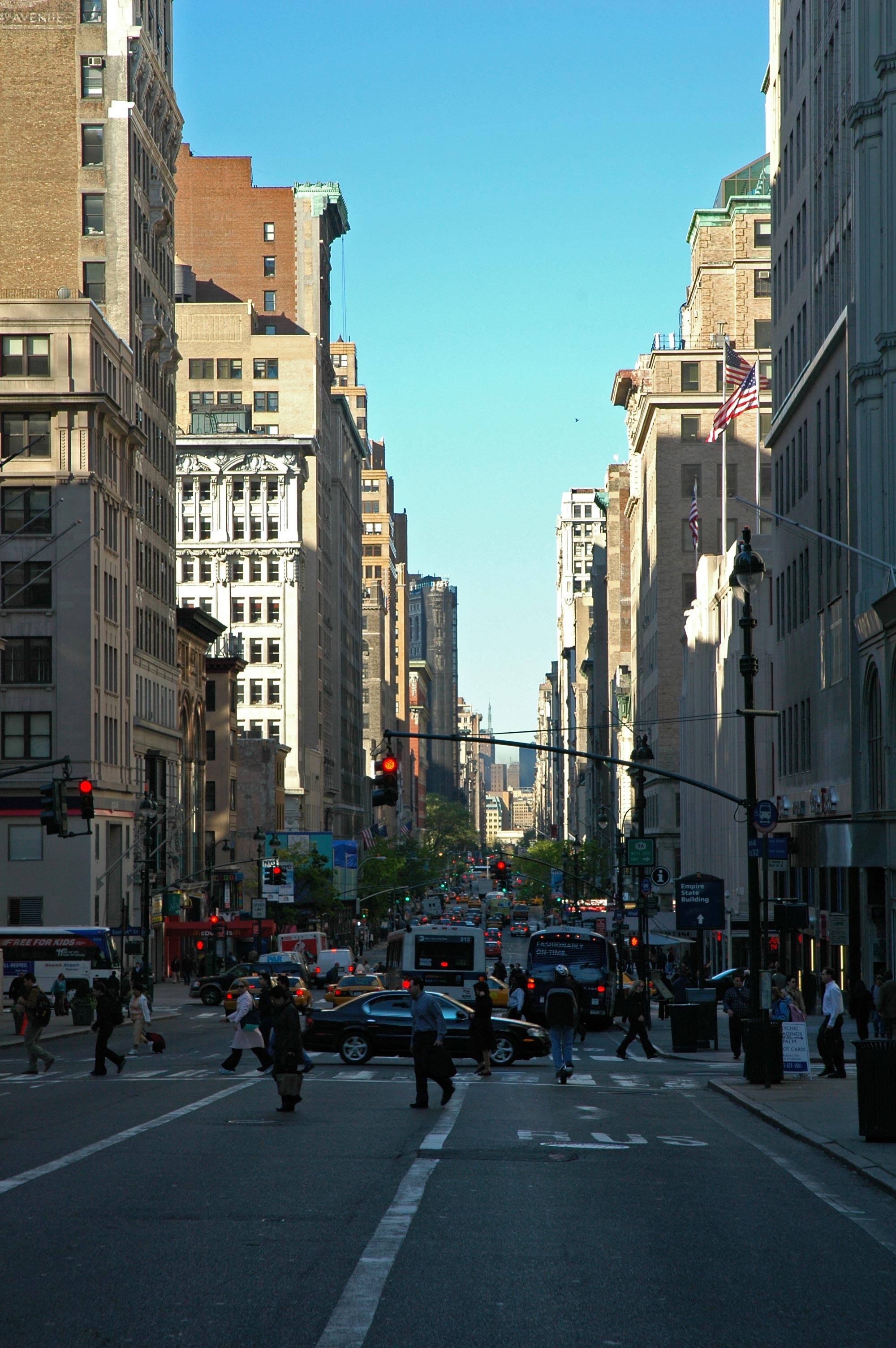
5번 애비뉴

5번가 또는 5번 애비뉴(Fifth Avenue)는 미국 뉴욕 맨해튼을 남북으로 종단하는 거리이다. 센트럴 파크를 조망할 수 있는 고급 아파트와 역사적인 저택이 들어서 있다. 남쪽에서 시작하여 그리니치 빌리지, 첼시, 미드타운 맨해튼, 어퍼 이스트 사이드, 스패니쉬 할렘, 할렘 지역을 통과하고 분위기나 거리는 곳곳에서 다양하다.